# Бочак Роман Борисович
Роман Борисович Бочак (нар. 3 лютого 1994, Компаніївка) — український футболіст, нападник сімферопольської «Таврії». Рекордсмен професіонального футболу України за кількістю голів, забитих в одному матчі — 28 квітня 2017 року в поєдинку другої ліги в складі «Енергії» забив 6 м'ячів у ворота «Металурга» (Запоріжжя).

## Біографія
Вихованець кропивницького футболу. В 2009—2011 роках тренувався у футбольній школі «Дніпра» з однойменного міста. Грав за юнацьку команду (U-19) дніпрян у сезоні 2012—2013. 2015 року перебував у складі першолігової «Зірки» (Кіровоград), отримав травму і не зумів закріпитися в команді.
У 2016—2019 роках виступав за друголігову «Енергію» (Нова Каховка). У грі «Металург» (Запоріжжя) — «Енергія», яка закінчилась із рахунком 1:13, Роман забив шість м'ячів, установивши рекорд професіональних ліг України за кількістю голів, забитих в одному матчі.